# Erateina artemisia
Erateina artemisia är en fjärilsart som beskrevs av Druce 1892. Erateina artemisia ingår i släktet Erateina och familjen mätare. Inga underarter finns listade i Catalogue of Life.